# ماري سيسيليا بايلي
ماري سيسيليا بايلي (بالإنجليزية: Mary Cecilia Bailly)‏ هي راهبة وكاتِبة ورسامة أمريكية، ولدت في 2 يونيو 1815 في مقاطعة ماكيناك في الولايات المتحدة، وتوفيت في 2 أغسطس 1898 في تير هوت في الولايات المتحدة.